# Мария во славе
«Мария во славе» — картина нидерландского художника эпохи Возрождения Яна Провоста из собрания Государственного Эрмитажа.

## Сюжет картины
В верхней части картины в центре изображена Дева Мария с Младенцем: окружённая золотистым сиянием, она стоит на полумесяце. Наверху находятся Бог Отец и белый голубь, символизирующий Святой Дух. Над головой Марии парит корона, а по бокам находятся ангелочки-путти. Справа и слева от Марии над облаками расположены два ангела: левый ангел играет на лютне, правый — на виоле.
Верхняя часть картины с Марией отделена от нижней рядом облаков. Слева снизу на Марию смотрит император Август, держащий в руках корону и скипетр. Справа коленопреклонённый царь Давид с арфой и скипетром. Выше и позади царей стоят сивиллы. Ещё одна сивилла находится в центре со свитком в руках: её отождествляют как персидскую (на свитке имеется латинская надпись «Gremium Virginis erit salus gencium» («Лоно девы будет спасением народов») — выражение, традиционно приписываемое персидской сивилле). Вокруг сивиллы стоят два старца-пророка, один из которых держит свиток с нечитаемой надписью латинским шрифтом и смотрит на Марию, а второй, с очками и книгой в руках, через плечо персидской сивиллы читает её свиток. Вся композиция расположена на фоне пейзажа приморского города.
Присутствие древнеримского императора Августа и персонажей античной мифологии сивилл в христианской иконографии не случайно — по средневековой легенде, у Августа было видение девы с младенцем, которое расшифровала тибуртинская сивилла. Древнееврейский царь Давид являлся одним из предков Иисуса Христа.
Советский искусствовед Н. Н. Никулин в своём обзоре нидерландского искусства XV—XVI веков писал:

Все действующие лица одеты в костюмы XVI века. Глядя на седобородого старика, в задумчивости почёсывающего высокий лоб очками, забываешь, что это пророк. Девушка с волосами, изящно уложенными в жемчужную сетку, и в корсаже, украшенном драгоценными камнями, столь же мало ассоциируется в нашем представлении с сивиллой.
Появление в нидерландской живописи сивилл, персонажей греческой мифологии, было новшеством, отразившим интерес к античности….

## Провенанс
Эта работа Провоста является большой алтарной картиной, выполненной в 1524 году для алтаря пророка Даниила в церкви Святого Донатиана в Брюгге. Во время религиозных волнений середины 1560-х годов, увенчавшихся Иконоборческим восстанием, картина ради спасения была замурована в стену собора, но впоследствии о ней забыли.
Во время Первой коалиционной войны французские войска в 1794 году атаковали Брюгге, и в ходе боёв собор был серьёзно повреждён. В следующем году его окончательно разрушили, и тогда же при разборе завалов была обнаружена замурованная в тайнике картина, сильно пострадавшая от камней. Картина была отреставрирована и в 1833 году находилась в коллекции нидерландского короля Виллема II, причём автором её считался Квентин Массейс.
После смерти Виллема II вся его коллекция произведений искусства распродавалась с аукционов в Амстердаме и Гааге; «Марию во славе» на амстердамском аукционе для Эрмитажа по поручению императора Николая I купил Ф. А. Бруни.

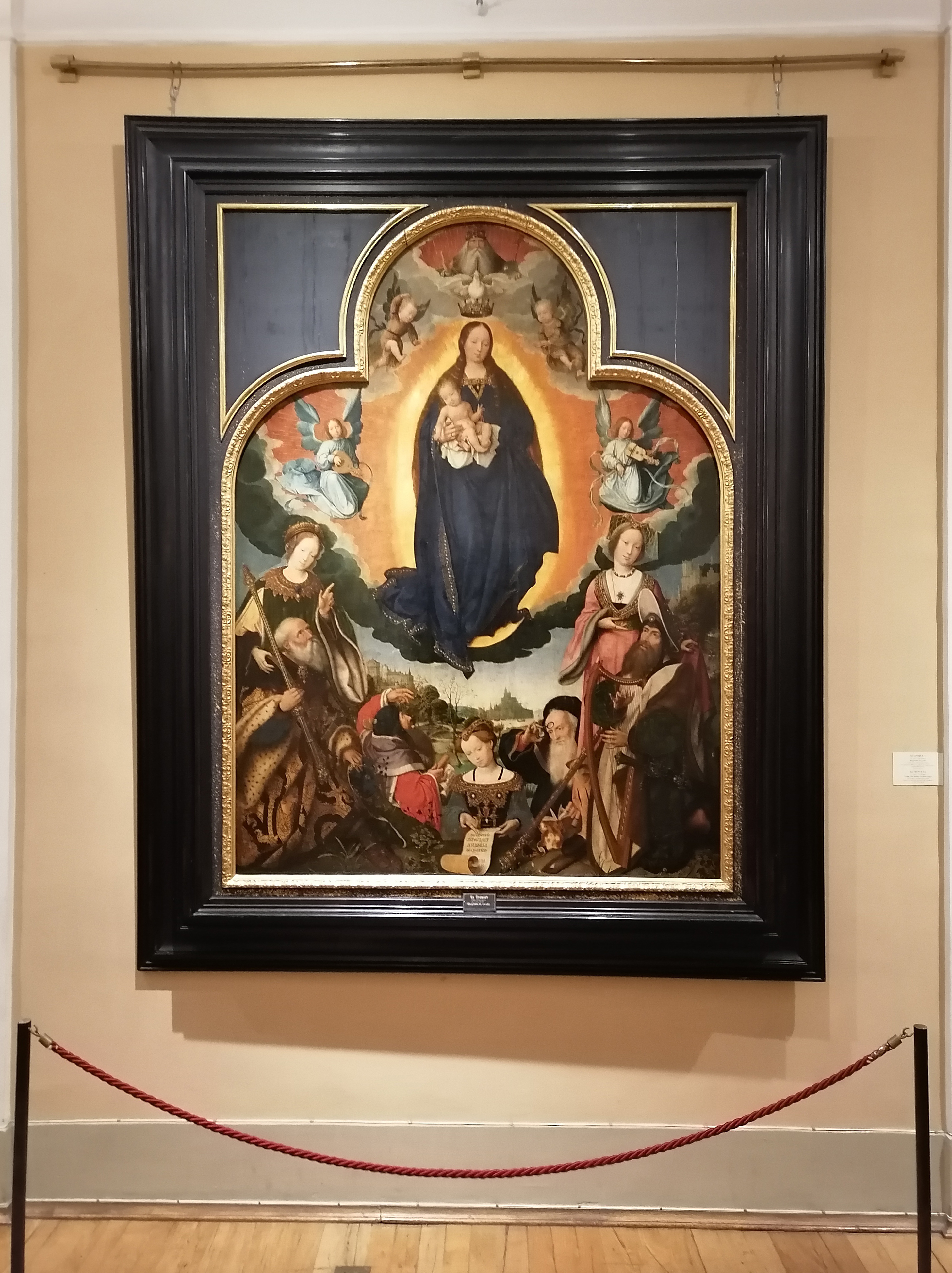
«Мария во славе» в зале 262 Малого Эрмитажа.

С атрибуцией Квентину Массейсу картина значилась до 1902 года, когда Юлен де Лоо на основании документов, опубликованных ещё в 1875 году, сделал вывод, что автором эрмитажной картины являлся Ян Провост; его атрибуция впоследствии была поддержана большинством исследователей и с тех пор считается неоспоримой. В каталогах Эрмитажа начиная с 1916 года автором картины значится Ян Провост.

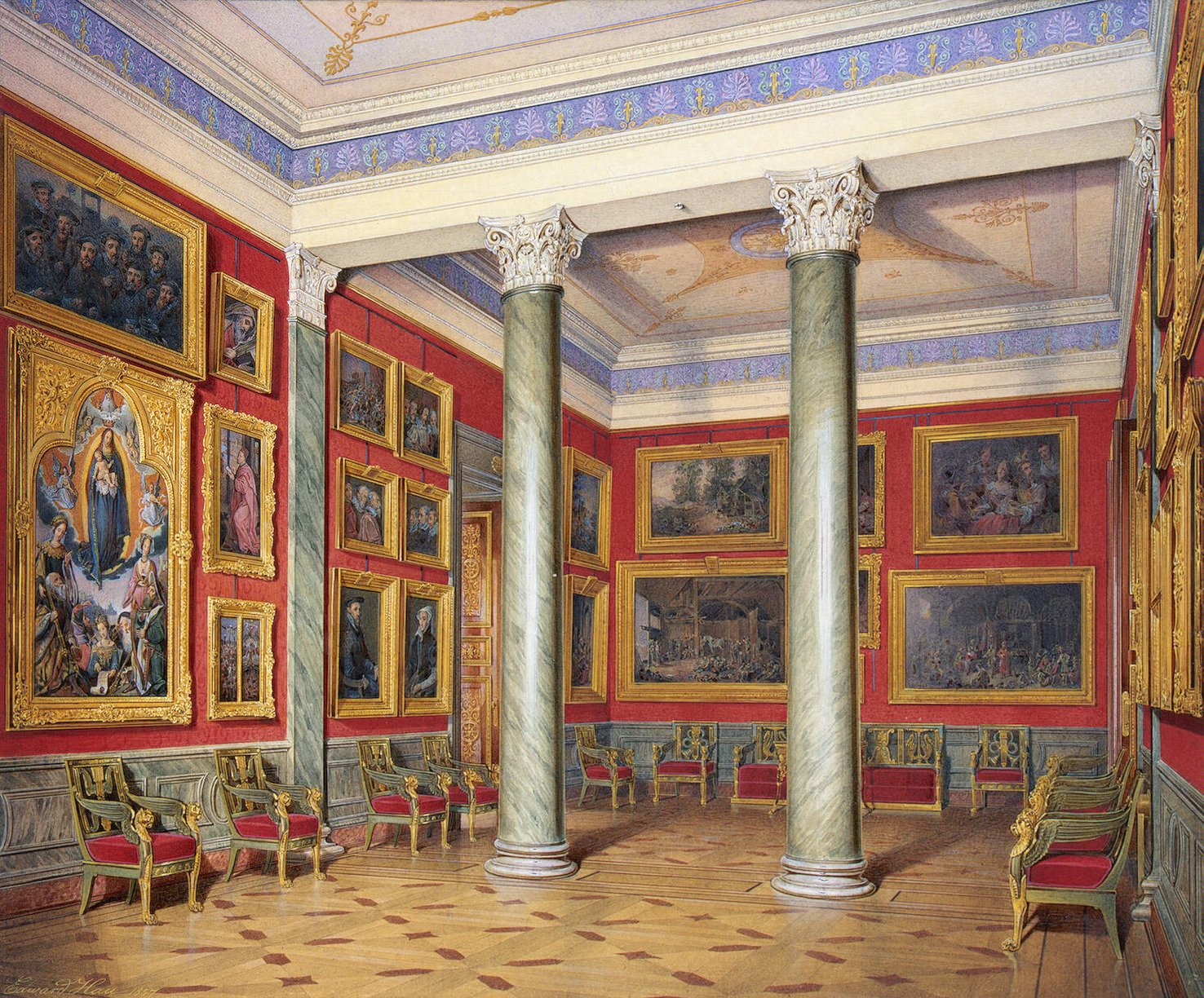
Э. П. Гау. «Зал немецкой школы». «Мария во славе» крайняя слева.

Первоначально картина была написана на дереве и в верхней своей части имела фигурную форму, однако в XIX веке была переведена на прямоугольный холст. В XX веке в реставрационных мастерских Эрмитажа провели комплексное исследование картины. Были выявлены следы семи вертикально ориентированных досок старой основы, по всему периметру картины имелись значительные повреждения красочного слоя. Съёмка картины в инфракрасных лучах выявила подробный подготовительный рисунок с весьма характерным «почерком» и последующие авторские исправления композиции. Эта же манера исполнения чернового рисунка была выявлена на картине «Мадонна с Младенцем», которая ранее лишь приписывалась Провосту, тем самым было твёрдо установлено авторство Яна Провоста.
Картина долгое время выставлялась в зале немецкой школы на 2-м этаже здания Нового Эрмитажа (зал 250), она заметна на рисунке Э. П. Гау, исполненном в 1857 году, «Зал немецкой школы» (бумага, акварель; 28,4 × 34,2 см), который также находится в собрании Эрмитажа (инвентарный № ОР-11728). Впоследствии картина была перемещена в здание Малого Эрмитажа и выставлена в зале 262.